# ريبيكا وي
ريبيكا وي (بالإنجليزية: Rebecca Wee)‏ (1962)؛ كاتِبة وشاعرة أمريكية. درست في جامعة جورج ماسون.